# Pariana pallida
Pariana pallida är en gräsart som beskrevs av Jason Richard Swallen. Pariana pallida ingår i släktet Pariana och familjen gräs. Inga underarter finns listade i Catalogue of Life.